# William Feilding, I conte di Denbigh
William Feilding, I conte di Denbigh (1587 – Birmingham, 8 aprile 1643) è stato un politico e ufficiale inglese.

## Biografia
Era figlio di Basil Feilding, di Newnham Paddox nel Warwickshire, (High Sheriff del Warwickshire nel 1612), e di sua moglie Elizabeth Aston, figlia di Sir Walter Aston.. Frequentò il Queen's College di Cambridge.
Fu creato barone e visconte Feilding nel 1620. Due anni dopo fu nominato Masters of the Great Wardrobe e Custos Rotulorum di Warwickshire. Venne nominato conte di Denbigh il 14 settembre 1622.
Dopo aver accompagnato Carlo, principe di Galles, in Spagna dove doveva conoscere la futura sposa, il conte partecipò a sfortunate spedizioni militari, quella contro Cadice e quella contro La Rochelle.

## Matrimonio
Nel 1606 sposò Susan Villiers (1589-1652), figlia di Sir George Villiers e sorella di George Villiers, primo duca di Buckingham, uno dei favoriti di re Giacomo I d'Inghilterra. Ebbero cinque figli:
- Basil Feilding, II conte di Denbigh (1608-1675);
- George Feilding, I conte di Desmond (1614-1665);
- Lady Margareth (1613-1638), sposò James Hamilton, I duca di Hamilton, ebbero tre figli;
- Lady Anne (?-1636), sposato Baptist Noel, III visconte Campden, non ebbero figli;
- Lady Elizabeth (?-1667), sposò Lewis Boyle, I visconte Boyle, non ebbero figli;
- Henrietta Mary (morì durante l'infanzia).

## Morte
Allo scoppiare della guerra civile inglese si schierò dalla parte dei realisti e combatté al servizio del principe Rupert del Reno, nipote di re Carlo I. Partecipò alla battaglia di Edgehill; nel 1643, combattendo per il re, morì sul campo di battaglia.